# Wikipedia en bielorruso
Existen dos proyectos Wikipedia en bielorruso: una en la ortografía moderna del bielorruso que es oficial y normativa en Bielorrusia (narkamauka, correspondiente al prefijo «be:» y otra en la ortografía clásica y anterior a la reforma (Taraškievica, con el prefijo «be-tarask»).
La Wikipedia en ortografía antigua del bielorruso fue fundada el 12 de agosto de 2004, cuenta actualmente con 88 679 artículos y 89 731 usuarios, de los cuales 125 son activos. La Wikipedia en ortografía moderna del bielorruso, por otra parte, fue fundada en agosto de 2006 y tiene 252 388 artículos y 150 850 usuarios, de los cuales 296 son activos.

## Historia
La Wikipedia en bielorruso fue iniciada el 12 de agosto de 2004, siendo uno de sus primeros creadores y administradores Uladzimir Katkouski (rydel), conocido bloguero en su país, quien creó alrededor de 1300 artículos.
Los artículos en esta versión, eran consistentemente escritos en las dos variantes de la ortografía bielorrusa, dando lugar a conflictos entre los partidarios de ambas escrituras.
Luego de estos conflictos, se inició en la Incubadora de Wikimedia una versión "en limpio" con la ortografía oficial. Sin embargo, la primera solicitud para crear esta versión fue rechazada en diciembre de 2006 por razones técnicas, debido a que: "Esta discusión se creó antes de la aplicación de la política propuesta de idiomas, y es incompatible con ella". Finalmente, la propuesta para una nueva redacción fue aprobada en marzo de 2007.
Luego de la aprobación, y ese mismo día, se trasladaron de dominio 6000 artículos con la antigua ortografía desde el sitio be.wikipedia.org hasta be-tarask.wikipedia.org, mientras que 3500 páginas fueron movidas desde la incubadora al sitio be.wikipedia.org.
Incluyendo el tiempo en la Incubadora, la versión actual de la Wikipedia en bielorruso data desde agosto de 2006.